# Maa (película de 1952)
Maa (La madre) es un drama familiar social de la India en lengua hindi de 1952 dirigida por Bimal Roy de Bombay Talkies. A Bimal Roy le pidieron que viniera a Bombay desde Calcuta para dirigir la película para el estudio, que estaba pasando por malos momentos. La anterior favorita de Bombay Talkies,  Leela Chitnis, fue elegida para el papel homónimo de Mother. Esta fue la primera película que Roy dirigió en Bombay. Más tarde, se separaría y formaría su propia compañía de producción: Bimal Roy Productions. La primera película que produjo y dirigió bajo su nueva bandera fue Do Bigha Zameen (1953), al año siguiente.
El director de fotografía era yo. Wirsching. La música de la película fue compuesta por S. K. Pal con letra de Bharat Vyas. La película fue coprotagonizada por Bharat Bhushan, Shyama, Nazir Hussain, Mehmood y BM Vyas.
Se dice que la historia fue adaptada vagamente de la vieja película de Hollywood Over The Hills, que trataba de un "hijo abnegado y su madre". Según B.D. Garga, el melodrama sentimental de la película fue manejado con inteligencia y delicadeza por Roy, lo que impidió que se convirtiera en un "bromista sentimental".

## Trama
Chanderbabu (Nazir Hussain),  un jefe de correos jubilado, vive en la aldea con su esposa y sus dos hijos, Rajan (Paul Mahendra) y Bhanu (Bharat Bhushan). Sigue viviendo allí y trabajando para el Zamindar (propietario de las tierras), mientras sus hijos reciben su educación. Rajan está estudiando para su examen de derecho. Está casado con una chica (Padma) de una familia adinerada cuyos modos altaneros lo asustan y asustan. Bhanu, el hermano menor es divertido pero estudioso. Se deja influenciar por el Movimiento Nacionalista en el campus y deja su educación en el último año de la universidad. Su padre está decepcionado y siente que Rajan es el único en el que pueden confiar en su vejez. Bhanu conoce a Meena (Shyama), y los dos se enamoran. El padre de Meera, Ramnarayan, es el director de la escuela y está impresionado por Bhanu. Decide que Meera se case con Bhanu. 
Los exámenes de derecho de Rajan se acercan y necesita 300 rupias para pagar las tasas. Su esposa se niega a conseguirle el dinero. Chanderbabu intenta por todos los medios conseguir el dinero pero no lo consigue. Bhanu, al volver de una feria una noche escucha los gritos de "Ladrón, ladrón". Ve a su padre perseguido por una multitud e inmediatamente corre delante de ellos. La multitud pensando que él es el ladrón, lo entrega a la policía. Es encarcelado por un año. A su regreso, Rajan, que ya ha aprobado su examen, se niega a dejarle conocer a su padre. El padre está avergonzado y quiere disculparse con Bhanu por haber sufrido por su culpa. Está enfermo en la cama, pero cuando se entera de que Bhanu va a verle, intenta salir corriendo pero muere. Bhanu sale de allí pensando que sus padres no quieren conocerlo. 
La madre está ahora desamparada y vagando locamente por las calles en busca de Bhanu. Se le informó de que Bhanu ha muerto, y ahora vive como sirvienta en la casa de su hijo Rajan. Finalmente, con la ayuda de Meena, Bhanu se encuentra con su madre y se la lleva de la casa de Rajan. 

## Reparto
- Leela Chitnis como la madre de Bhanu y Raju
- Bharat Bhushan como Bhanu
- Paul Mahendra como Raju
- Shyama como Meena
- Nazir Hussain como Chandrababu, el padre de Bhanu y Raju
- Achala Sachdev
- Kumud como Padma
- Kusum Deshpande
- BM Vyas
- Mehmood
- Manju
- Bhupen Kapoor
- Asha Parekh (en el papel de un niño)

## Banda sonora
La música fue compuesta por SK Pal con letra de Bharat Vyas. Los cantantes fueron Manna Dey, Asha Bhosle, Afzal, Geeta Dutt, Kishore Kumar y Arun Kumar.

### Lista de canciones
| Título                                          | Cantante                             |
| ----------------------------------------------- | ------------------------------------ |
| "Woh Aankhen, Kya Aankhen"                      | Manna Dey                            |
| "Sanjh Bhi Bhanu Chhupe, Chhaaya Aandhiyaara"   | Manna Dey                            |
| "Jeeyo Jeeyo Mere Laal, Teri Tedhi Tedhi Chaal" | Manna Dey, Kishore Kumar, Arun Kumar |
| "Har Din Tu Rota Baadal"                        | Geeta Dutt                           |
| "Main Naa Bolungi Aaj"                          | Geeta Dutt                           |
| "¿Is Duniya Mein Humne Dekhen"                  | Asha Bhosle, Afzal Hussain           |